# Tilia
Il Tiglio (Tilia L., 1753) è un genere di piante arboree o arbustive della famiglia delle malvacee, originario dell'emisfero boreale.

## Etimologia
Il nome del genere deriva dal greco πτιλον ptilon 'ala', per la caratteristica brattea fogliacea che facilita la disseminazione anemocora dei grappoli di frutti.

## Descrizione
Sono alberi di notevoli dimensioni, hanno una vita lunga (arrivano fino a 250 anni o più), dall'apparato radicale espanso, profondo. Possiedono un tronco robusto, alla cui base si sviluppano frequentemente numerosi polloni, e chioma larga, ramosa e tondeggiante. La corteccia dapprima liscia presenta nel tempo screpolature longitudinali. Hanno foglie alterne, asimmetriche, picciolate con base cordata e acute all'apice, dal margine variamente seghettato.
I fiori, ermafroditi, odorosi, hanno un calice di 5 sepali e una corolla con 5 petali di colore giallognolo, stami numerosi e saldati alla base a formare numerosi ciuffetti; il pistillo è unico con ovario supero pentaloculare; sono riuniti a gruppi di 3 (o anche 2-5) in infiorescenze dai lunghi peduncoli dette antele (cioè infiorescenze in cui i peduncoli fiorali laterali sono più lunghi di quelli centrali). Le infiorescenze sono protette da una brattea fogliacea ovoidale di colore verde-pallido, che rimane nell'infruttescenza e come un'ala agevola il trasporto a distanza dei frutti. Questi sono delle nucule ovali o globose, della grandezza di un pisello, con la superficie più o meno costoluta, pelosa e con un endocarpo legnoso e resistente, chiamata carcerulo.

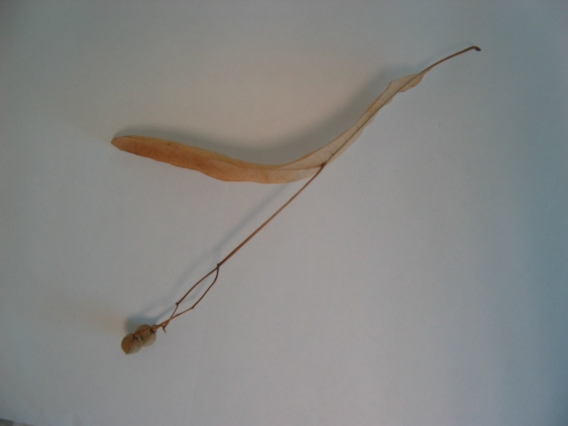
Semi di tiglio

## Distribuzione e habitat
Il tiglio vegeta nelle zone dal Castanetum al Fagetum in luoghi freschi e ombreggiati.

## Tassonomia
Il genere comprende le seguenti specie:
- Tilia americana L.
- Tilia amurensis Rupr.
- Tilia callidonta Hung T.Chang
- Tilia chinensis Maxim.
- Tilia chingiana Hu & W.C.Cheng
- Tilia concinna Pigott
- Tilia cordata Mill.
- Tilia dasystyla Steven
- Tilia endochrysea Hand.-Mazz.
- Tilia henryana Szyszyl.
- Tilia hyrcana Tabari & Colagar
- Tilia japonica (Miq.) Simonk.
- Tilia jiaodongensis S.B.Liang
- Tilia kiusiana Makino & Shiras.
- Tilia kueichouensis Hu
- Tilia likiangensis Hung T.Chang
- Tilia mandshurica Rupr. & Maxim.
- Tilia maximowicziana Shiras.
- Tilia membranacea Hung T.Chang
- Tilia mexicana Schltdl.
- Tilia miqueliana Maxim.
- Tilia mongolica Maxim.
- Tilia nasczokinii Stepanov
- Tilia nobilis Rehder & E.H.Wilson
- Tilia oliveri Szyszyl.
- Tilia paucicostata Maxim.
- Tilia platyphyllos Scop.
- Tilia sabetii H.Zare
- Tilia stellatopilosa Zare, Amini & Assadi
- Tilia tomentosa Moench
- Tilia tuan Szyszyl.

Sono inoltre noti i seguenti ibridi:
- Tilia × cinerascens (Rehder & E.H.Wilson) Pigott
- Tilia × euchlora K.Koch
- Tilia × europaea L.
- Tilia × haynaldiana Simonk.
- Tilia × juranyiana Simonk.
- Tilia × noziricola Hisauti

Le specie spontanee in Italia sono:

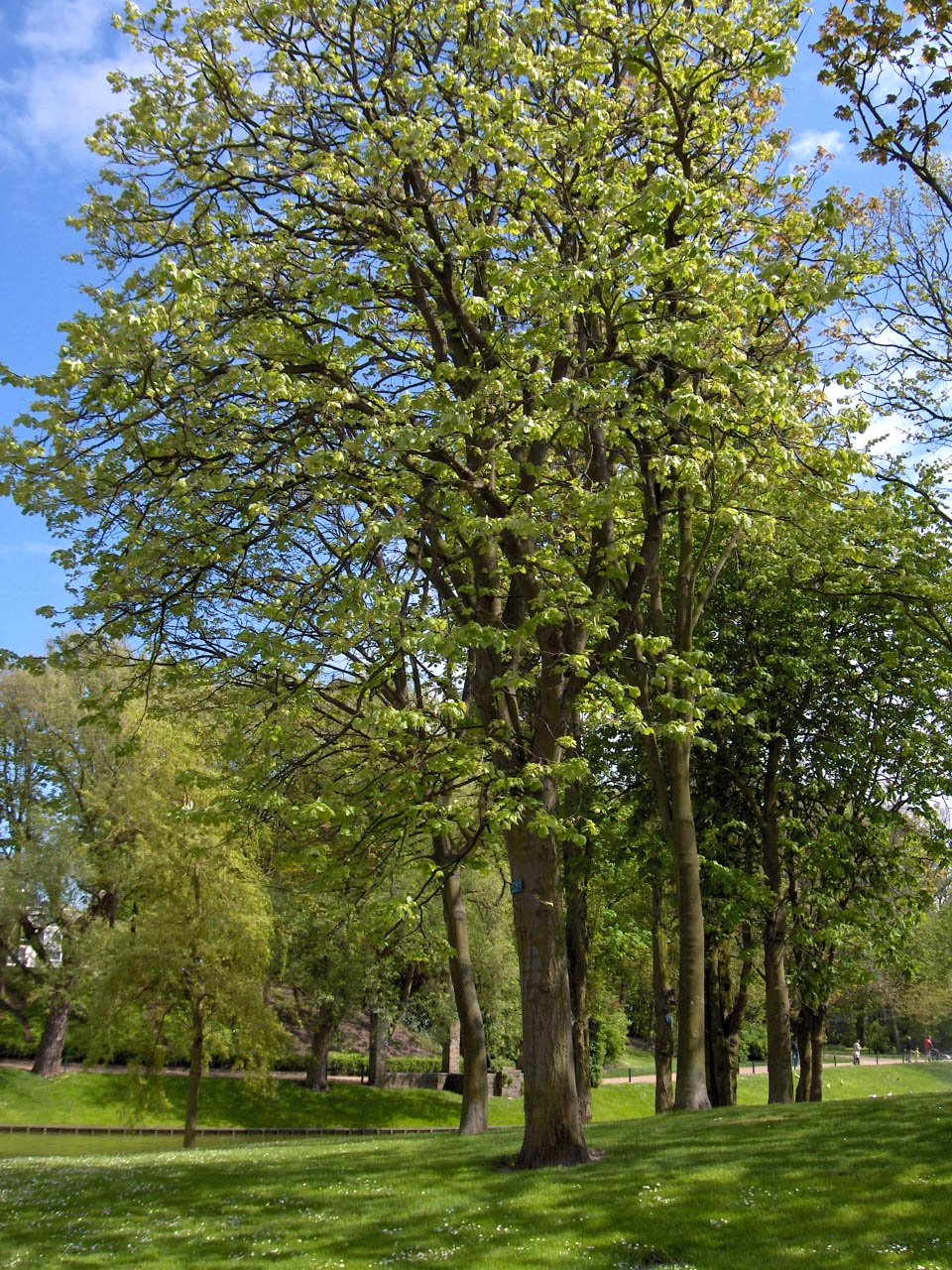
Tilia platyphyllos

- Tilia cordata Mill. (= Tilia parvifolia Ehrh., Tilia sylvestris Desf.) noto col nome di tiglio selvatico.
- Tilia platyphyllos Scop. (= Tilia grandifolia Ehrh.) noto col nome di tiglio nostrale o tiglio nostrano.
- Tilia × europaea L. (sinonimo di Tilia × vulgaris Hayne) nota come tiglio europeo o tiglio comune o anche tiglio intermedio, che è un ibrido tra Tilia cordata e Tilia platyphyllos, con caratteristiche intermedie tra le specie originarie, molto diffuso in Italia.

Tra le specie ornamentali coltivate in Italia, ricordiamo il tiglio americano (Tilia americana L.), originario del Nord America, e le numerose varietà; si presenta come un albero di 23–40 m di altezza, a foglie decidue, ovate-cordate di colore verde scuro e piccoli fiori ermafroditi, primaverili, di colore giallognolo, frutti secchi e duri, pubescenti, contenenti uno o due semi.

## Usi

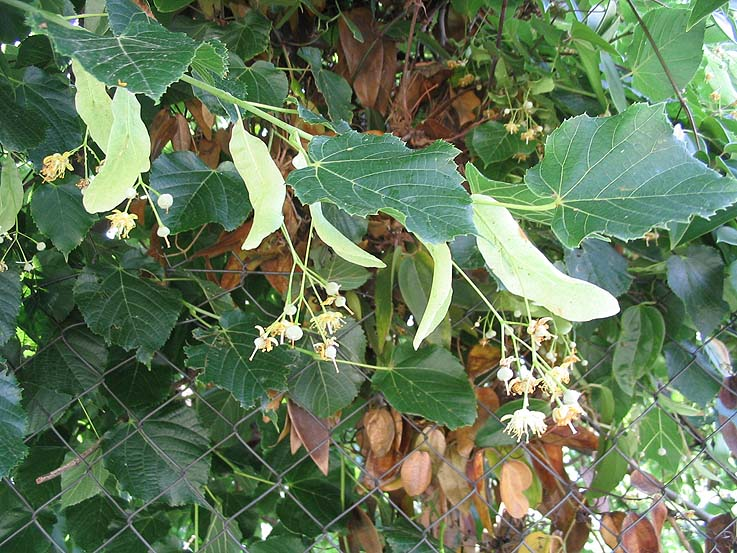
Fiori di tiglio

- Con i fiori, molto bottinati dalle api, si può ricavare del miele, talvolta monofloreale
- Come pianta ornamentale nei viali, parchi e giardini
- Il legno biancastro, omogeneo, leggero (peso specifico 0,90 fresco, 0,65 stagionato) è idoneo a lavori di intaglio, intarsio, scultura, parti di strumenti musicali e per la realizzazione di oggetti vari
- In particolare è usato per i corpi di chitarre e bassi "solid body" in liuteria elettrica; la varietà utilizzata è normalmente indicata con l'inglese basswood
- I fiori vengono usati per la preparazione di infusi e tisane
- Nell'arboricoltura da legno vengono utilizzate per il governo a ceduo o fustaia, grazie al rapido vigore vegetativo
- In estetica come lenitivo e schiarente
- Come pianta medicinale, nella farmacopea ufficiale vengono usati i fiori col nome di Tiliae flores per la presenza del glucoside Tiliacina, e di tannini, mucillagini, ecc.

### Proprietà mediche

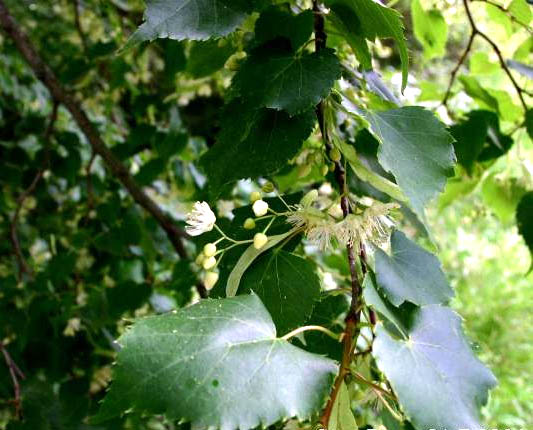
Tilia cordata

- Il decotto di corteccia dei giovani rami raccolto in primavera ha proprietà astringenti, per uso esterno utilizzato come clistere per la cura di diarree e infezioni intestinali
- L'infuso, la tisana e lo sciroppo dei fiori con le brattee, raccolti in giugno-luglio e fatti seccare all'ombra, vantano proprietà anticatarrali, bechiche, sudorifere, emollienti, antispasmodiche, vasodilatatrici e calmanti nei confronti di stati d'ansia
- Per uso esterno l'infuso di fiori viene usato per bagni calmanti e ristoratori, mentre il decotto serve per gargarismi curativi di stomatiti, faringiti, glossiti, angine
- L'estratto acquoso di alburno (la parte esterna del legno) dei rami, avrebbe un'azione contro gli spasmi intestinali, biliari ed epatici, vanterebbe inoltre un'attività antipertensiva e dilatatrice delle coronarie
- Il decotto dei giovani rami ha un'azione diuretica
- Il carbone vegetale ottenuto dal legno viene utilizzato come assorbente antiputrido intestinale

## Coltivazione
Piante frugali, poco esigenti come esposizione alla luce e tipo di terreno, anche se preferiscono suoli fertili e freschi, eliminare i polloni periodicamente.
Si moltiplicano per semina, propaggine, talea, trapianto del pollone e in alcuni casi per innesto.

## Avversità
- Insetti:
  - Lepidotteri:

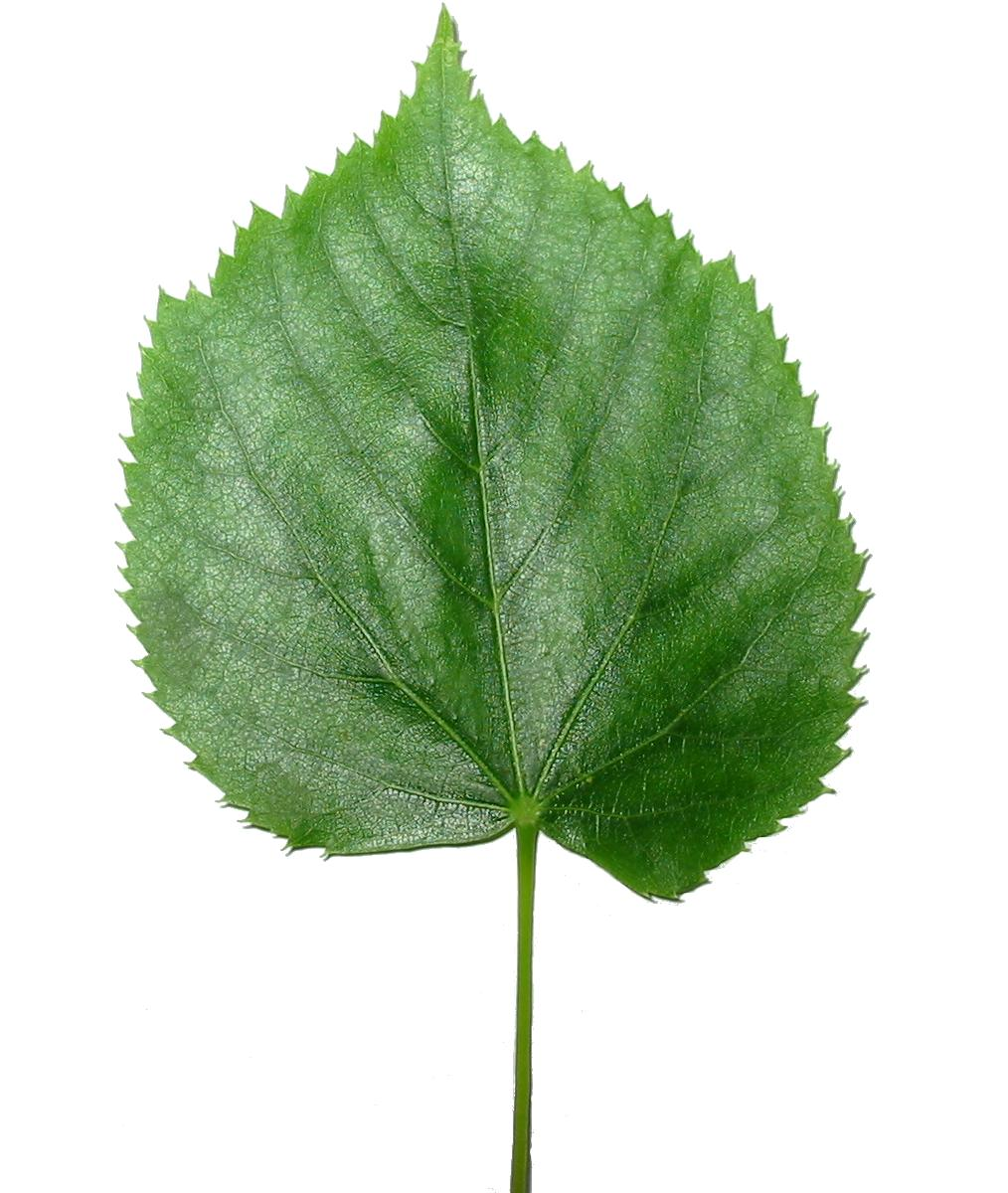
Foglia di tiglio

    - Bombice del ciliegio - le larve gregarie di Eriogaster lanestris Linnaeus, nate dalle uova a forma di manicotto ricoperto da lunghi peli grigi che la femmina si stacca dall'addome all'atto dell'ovideposizione, deposte sui rametti in aprile, divorano le foglie con ingenti danni
    - Bucefala - le larve di Phalera bucephala Linnaeus, attaccano le foglie divorandone il parenchima e lasciando intatte solo le nervature principali
    - Sesia apiforme - le larve di Aegeria apiformis Clerck. scavano gallerie sotto la corteccia alla base del tronco e raggiungendo per via interna le radici con gravissimi e mortali danni per la pianta

  - Pirrocore - l'eterottero Pyrrhocoris apterus Linnaeus causa con le sue punture gravi danni ai giovani getti
- Acari:
  - Eriofide - adulti e neanidi di Eriophyes tiliae Pagenst. provocano sulla pagina inferiore delle foglie numerosissime piccole galle rilevate dapprima biancastre successivamentecolor ruggine
  - Ragnetto giallo - giovani e adulti di Tetranychus telarius L. danneggiano gravemente le foglie e i rametti
- Funghi:
  - Antracnosi - l'attacco di Gnomonia tiliae Kleb. provoca sulle foglie ei giovani rametti, macchioline brunastre circolari dal contorno nerastro
  - Seccume della corteccia - la corteccia infettata da Pyrenochaeta pubescens mostra delle pustole ovali o tondeggianti, di colore rosso-brunastro che in seguito al disseccamento della parte colpita assumono una colorazione grigiastra
  - Vaiolatura - le foglie colpite da Cercospora macrospora presentano innumerevoli macchie sul lembo fogliare, con successivo imbrunimento e caduta della foglia